# Ministri della pubblica istruzione del Regno d'Italia
I ministri della pubblica istruzione del Regno d'Italia si sono avvicendati dal 1861 (proclamazione del Regno d'Italia) al 1946 (nascita della Repubblica Italiana).

## Elenco dei Ministri
| Foto                                | Nome                       | Mandato                              | Governo                              |
| ----------------------------------- | -------------------------- | ------------------------------------ | ------------------------------------ |
| Ministero della pubblica istruzione |                            |                                      |                                      |
|                                     | Francesco de Sanctis       | 17 marzo 1861 - 12 giugno 1861       | Governo Cavour IV                    |
| 12 giugno 1861 - 3 marzo 1862       | Francesco de Sanctis       | Governo Ricasoli I                   |                                      |
|                                     | Pasquale Stanislao Mancini | 4 marzo 1862 - 31 marzo 1862         | Governo Rattazzi I                   |
|                                     | Carlo Matteucci            | 31 marzo 1862 - 8 dicembre 1862      | Governo Rattazzi I                   |
|                                     | Michele Amari              | 8 dicembre 1862 - 24 marzo 1863      | Governo Farini                       |
| 24 marzo 1863 - 28 settembre 1864   | Michele Amari              | Governo Minghetti I                  |                                      |
|                                     | Giuseppe Natoli            | 28 settembre 1864 - 31 dicembre 1865 | Governo La Marmora II                |
|                                     | Domenico Berti             | 31 dicembre 1865 - 20 giugno 1866    | Governo La Marmora III               |
| 20 giugno 1866 - 17 febbraio 1867   | Domenico Berti             | Governo Ricasoli II                  |                                      |
|                                     | Cesare Correnti            | Governo Ricasoli II                  | 17 febbraio 1867 - 10 aprile 1867    |
|                                     | Michele Coppino            | 10 aprile 1867 - 27 ottobre 1867     | Governo Rattazzi II                  |
|                                     | Girolamo Cantelli          | 27 ottobre 1867 - 18 novembre 1867   | Governo Menabrea I                   |
|                                     | Emilio Broglio             | 18 novembre 1867 - 5 gennaio 1868    | Governo Menabrea I                   |
| 5 gennaio 1868 - 13 maggio 1869     | Emilio Broglio             | Governo Menabrea II                  |                                      |
|                                     | Angelo Bargoni             | 13 maggio 1869 - 14 dicembre 1869    | Governo Menabrea III                 |
|                                     | Cesare Correnti            | 14 dicembre 1869 - 18 maggio 1872    | Governo Lanza                        |
|                                     | Quintino Sella             | 18 maggio 1872 - 5 agosto 1872       | Governo Lanza                        |
|                                     | Antonio Scialoja           | 5 agosto 1872 - 10 luglio 1873       | Governo Lanza                        |
| 10 luglio 1873 - 6 febbraio 1874    | Antonio Scialoja           | Governo Minghetti II                 |                                      |
|                                     | Girolamo Cantelli          | Governo Minghetti II                 | 6 febbraio 1874 - 27 settembre 1874  |
|                                     | Ruggiero Bonghi            | Governo Minghetti II                 | 27 settembre 1874 - 25 marzo 1876    |
|                                     | Michele Coppino            | 25 marzo 1876 - 28 dicembre 1877     | Governo Depretis I                   |
| 28 dicembre 1877 - 24 marzo 1878    | Michele Coppino            | Governo Depretis II                  |                                      |
|                                     | Francesco De Sanctis       | 24 marzo 1878 - 19 dicembre 1878     | Governo Cairoli I                    |
|                                     | Michele Coppino            | 19 dicembre 1878 - 14 luglio 1879    | Governo Depretis III                 |
|                                     | Francesco Paolo Perez      | 14 luglio 1879 - 25 novembre 1879    | Governo Cairoli II                   |
|                                     | Francesco De Sanctis       | 25 novembre 1879 - 2 gennaio 1881    | Governo Cairoli III                  |
|                                     | Guido Baccelli             | 2 gennaio 1881 - 29 maggio 1881      | Governo Cairoli III                  |
| 29 maggio 1881 - 25 maggio 1883     | Guido Baccelli             | Governo Depretis IV                  |                                      |
| 25 maggio 1883 - 30 marzo 1884      | Guido Baccelli             | Governo Depretis V                   |                                      |
|                                     | Michele Coppino            | 30 marzo 1884 - 29 giugno 1885       | Governo Depretis VI                  |
| 29 giugno 1885 - 4 aprile 1887      | Michele Coppino            | Governo Depretis VII                 |                                      |
| 4 aprile 1887 - 29 luglio 1887      | Michele Coppino            | Governo Depretis VIII                |                                      |
| 29 luglio 1887 - 17 febbraio 1888   | Michele Coppino            | Governo Crispi I                     |                                      |
|                                     | Paolo Boselli              | Governo Crispi I                     | 17 febbraio 1888 - 9 marzo 1889      |
| 9 marzo 1889 - 6 febbraio 1891      | Paolo Boselli              | Governo Crispi II                    |                                      |
|                                     | Pasquale Villari           | 6 febbraio 1891 - 15 maggio 1892     | Governo di Rudinì I                  |
|                                     | Ferdinando Martini         | 15 maggio 1892 - 15 dicembre 1893    | Governo Giolitti I                   |
|                                     | Guido Baccelli             | 15 dicembre 1893 - 14 giugno 1894    | Governo Crispi III                   |
| 14 giugno 1894 - 10 marzo 1896      | Guido Baccelli             | Governo Crispi IV                    |                                      |
|                                     | Emanuele Gianturco         | 10 marzo 1896 - 11 luglio 1896       | Governo di Rudinì II                 |
| 11 luglio 1896 - 18 settembre 1897  | Emanuele Gianturco         | Governo di Rudinì III                |                                      |
|                                     | Giovanni Codronchi         | Governo di Rudinì III                | 18 settembre 1897 - 14 dicembre 1897 |
|                                     | Nicolò Gallo               | 14 dicembre 1897 - 1º giugno 1898    | Governo di Rudinì IV                 |
|                                     | Luigi Cremona              | 1º giugno 1898 - 29 giugno 1898      | Governo di Rudinì V                  |
|                                     | Guido Baccelli             | 29 giugno 1898 - 14 maggio 1899      | Governo Pelloux I                    |
| 14 maggio 1899 - 24 giugno 1900     | Guido Baccelli             | Governo Pelloux II                   |                                      |
|                                     | Nicolò Gallo               | 24 giugno 1900 - 15 febbraio 1901    | Governo Saracco                      |
|                                     | Nunzio Nasi                | 15 febbraio 1901 - 3 settembre 1903  | Governo Zanardelli                   |
|                                     | Vittorio Emanuele Orlando  | 3 settembre 1903 - 12 marzo 1905     | Governo Giolitti II                  |
| 12 marzo 1905 - 27 marzo 1905       | Vittorio Emanuele Orlando  | Governo Tittoni                      |                                      |
|                                     | Leonardo Bianchi           | 27 marzo 1905 - 24 dicembre 1905     | Governo Fortis I                     |
|                                     | Errico De Marinis          | 24 dicembre 1905 - 8 febbraio 1906   | Governo Fortis II                    |
|                                     | Paolo Boselli              | 8 febbraio 1906 - 29 maggio 1906     | Governo Sonnino I                    |
|                                     | Guido Fusinato             | 29 maggio 1906 - 2 agosto 1906       | Governo Giolitti III                 |
|                                     | Luigi Rava                 | 2 agosto 1906 - 10 dicembre 1909     | Governo Giolitti III                 |
|                                     | Edoardo Daneo              | 11 dicembre 1909 - 31 marzo 1910     | Governo Sonnino II                   |
|                                     | Luigi Credaro              | 31 marzo 1910 - 29 marzo 1911        | Governo Luzzatti                     |
| 29 marzo 1911 - 19 marzo 1914       | Luigi Credaro              | Governo Giolitti IV                  |                                      |
|                                     | Edoardo Daneo              | 21 marzo 1914 - 31 ottobre 1914      | Governo Salandra I                   |
|                                     | Pasquale Grippo            | 31 ottobre 1914 - 18 giugno 1916     | Governo Salandra II                  |
|                                     | Francesco Ruffini          | 18 giugno 1916 - 30 ottobre 1917     | Governo Boselli                      |
|                                     | Agostino Berenini          | 30 ottobre 1917 - 23 giugno 1919     | Governo Orlando                      |
|                                     | Roberto De Vito            | 23 giugno 1919 - 16 settembre 1919   | Governo Nitti I                      |
|                                     | Pietro Chimienti           | 16 settembre 1919 - 14 marzo 1920    | Governo Nitti I                      |
|                                     | Giulio Alessio             | 14 marzo 1920 - 21 maggio 1920       | Governo Nitti I                      |
|                                     | Andrea Torre               | 22 maggio 1920 - 15 giugno 1920      | Governo Nitti II                     |
|                                     | Benedetto Croce            | 15 giugno 1920 - 4 luglio 1921       | Governo Giolitti V                   |
|                                     | Orso Mario Corbino         | 4 luglio 1921 - 22 febbraio 1922     | Governo Bonomi I                     |
|                                     | Antonino Anile             | 26 febbraio 1922 - 1º agosto 1922    | Governo Facta I                      |
| 1º agosto 1922 - 28 ottobre 1922    | Antonino Anile             | Governo Facta II                     |                                      |
|                                     | Giovanni Gentile           | 30 ottobre 1922 - 1º luglio 1924     | Governo Mussolini                    |
|                                     | Alessandro Casati          | 1º luglio 1924 - 5 gennaio 1925      | Governo Mussolini                    |
|                                     | Pietro Fedele              | 5 gennaio 1925 - 9 luglio 1928       | Governo Mussolini                    |
|                                     | Giuseppe Belluzzo          | 9 luglio 1928 - 12 settembre 1929    | Governo Mussolini                    |
| Ministero dell'educazione nazionale |                            |                                      |                                      |
|                                     | Balbino Giuliano           | 12 settembre 1929 - 20 luglio 1932   | Governo Mussolini                    |
|                                     | Francesco Ercole           | 20 luglio 1932 - 24 gennaio 1935     | Governo Mussolini                    |
|                                     | Cesare Maria De Vecchi     | 24 gennaio 1935 - 15 novembre 1936   | Governo Mussolini                    |
|                                     | Giuseppe Bottai            | 15 novembre 1936 - 5 febbraio 1943   | Governo Mussolini                    |
|                                     | Carlo Alberto Biggini      | 5 febbraio 1943 - 25 luglio 1943     | Governo Mussolini                    |
|                                     | Leonardo Severi            | 25 luglio 1943 - 11 febbraio 1944    | Governo Badoglio I                   |
|                                     | Giovanni Cuomo             | 11 febbraio 1944 - 17 aprile 1944    | Governo Badoglio I                   |
|                                     | Adolfo Omodeo              | 22 aprile 1944 - 29 maggio 1944      | Governo Badoglio II                  |
| Ministero della pubblica istruzione |                            |                                      |                                      |
|                                     | Adolfo Omodeo              | 29 maggio 1944 - 8 giugno 1944       | Governo Badoglio II                  |
|                                     | Guido De Ruggiero          | 18 giugno 1944 - 10 dicembre 1944    | Governo Bonomi II                    |
|                                     | Vincenzo Arangio-Ruiz      | 12 dicembre 1944 - 19 giugno 1945    | Governo Bonomi III                   |
| 21 giugno 1945 - 8 dicembre 1945    | Vincenzo Arangio-Ruiz      | Governo Parri                        |                                      |
|                                     | Enrico Molè                | 10 dicembre 1945 - 1º luglio 1946    | Governo De Gasperi I                 |